# 세미도서관
세미도서관은 경기도 하남시에 있는 도서관이다.

## 연혁
- 2018년 12월 18일 세미도서관 개관